# Червоная Степь (Хмельницкий район)
Черво́ная Степь (укр. Червоний Степ) — село в Хмельницком районе Винницкой области Украины.
Код КОАТУУ — 0524881203. Население по переписи 2001 года составляет 139 человек. Почтовый индекс — 22041. Телефонный код — 4338. Занимает площадь 0,91 км².

## История
Местность села Червоная (Красная) Степь с 1795 по 1797 гг. входила в состав Брацлавкого наместничества Подольской губернии Российской империи. Расположена на холмистой равнине. Водоёмы, находящиеся на территории поселка, являются источниками для одного из притоков реки Южный Буг. С 1797 по 1919 год — в составе Винницкого уезда Острожецкой волости.
Поселение на этой территории возникло в 1908 году в результате аграрной реформы, проводимой в то время премьер-министром Российской империи — П. А. Столыпиным. Располагается между достаточно старыми селами: Ступник, Вишенка и Листопадовка. На этом месте была пасека некоего штабс-капитана, имевшего во владении с. Малый Острожек. В 1914 году селом Малый Острожек владел Крачкович Андрей Пржеславович. Так же со слов Криворучко М. П. известно, что эту пасеку штабс-капитан проиграл в карточной игре и она стала принадлежать хозяйке села Вишенка — Огоновской Марте Адамовне. В 1914 г. Землевладельцем этих земель был Грибовский Амвросий Михайлович (224 десятины земли, согласно списку «Землевладельцев Винницкого уезда на 1914 год». Во время аграрной реформы, называемой «Столыпинской», на этой территории продавали землю крестьянам, вышедшим из общин, оставившим общинный способ землепользования.
Одними из первых переселенцев был Владимир Цимбал (крестьянин) и Архип Бубела (отставной военный — есаул). Их дома стояли изначально не там, где есть их остатки сегодня. На территории современного поля, между поселком и селом Вишенка, после вспахивания до сих пор видно светлое пятно — следы глины, остатки хаты Владимира Цимбала. (Информация записана со слов внуков первопоселенцев — Петра Федоровича Цимбала в 1980—1989 гг., Анны Федоровны Цимбал в 2001 году). Таким образом, на этом месте образовалось поселение из переселенцев разных сел (Ступник, Брицкое, Малый Острожек). После 1917 года у зажиточных крестьян отобрали всю землю и имущество. Люди вынуждены были селиться на местах, указанных представителями официальной власти, таким образом, сформировались современные очертания улиц и расположение дорог. Статус населенного пункта поселок получил во время коллективизации в 30-х годах XX века. В период коллективизации многие жители поселка были «раскулачены», преследовались властями.
Во время Великой Отечественной войны многие жители были угнаны в Германию на работы. Во время освобождения от оккупантов по территории села проходила передовая линия фронта. В доме Федора Владимировича Цимбала находился командный пункт подразделения советских войск, в то время там жила его жена с детьми, из этого места велось руководство наступлением. Со стороны же немцев по этому месту велся прицельный минометный огонь (не достигший цели).
- Хата
- Колодец Петра Цимбала
- Колхозный пруд
- Панорама от дома Зулуновых

До 60-х годов XX века село находилось в составе Улановского района, а позже, до сего дня — в составе Хмельницкого, Винницкой области. Во времена существования СССР село было частью большого колхоза, была организована инфраструктура: магазин промышленных товаров, школа (1—4 классы), кухня, где готовилась пища для колхозников, работавших в полях, детские ясли-сад, фермы для крупного и мелкого рогатого скота, силосные ямы, заправочная станция. Существовавший способ хозяйствования обеспечивал население достаточным количеством рабочих мест. В период «перестройки», то есть на рубеже 80—90-х годов XX века колхоз пришел в упадок.

## Религия
В селе действует храм Архистратига Божьего Михаила Хмельницкого благочиния Винницкой епархии Украинской православной церкви.

## Адрес местного совета
22041, Винницкая область, Хмельницкий р-н, с. Вишенка, ул. Колхозная, 4